# Terry Schroeder
Terry Alan Schroeder, född 9 oktober 1958 i Santa Barbara i Kalifornien, är en amerikansk vattenpolospelare och -tränare. Han ingick i USA:s landslag vid olympiska sommarspelen 1984, 1988 och 1992. Han var tilltänkt för det amerikanska landslaget redan vid olympiska sommarspelen 1980 men USA beslutade att bojkotta OS den gången.
Schroeder deltog i den olympiska vattenpoloturneringen i Los Angeles där USA tog silver. Han gjorde tretton mål i turneringen. Fyra år senare i Seoul blev det silver på nytt och Campbell gjorde tio mål, varav fyra i matchen mot Kina. I den olympiska vattenpoloturneringen i Barcelona slutade USA på en fjärdeplats. I sin tredje OS-turnering gjorde Schroeder fyra mål.
Schroeder studerade vid Pepperdine University. Förutom för två olympiska silvermedaljer tog han guld i vattenpolo vid panamerikanska spelen 1979, 1983 och 1987 samt silver vid panamerikanska spelen 1991. Han var tvåa i skytteligan med 23 mål när USA vann vattenpoloturneringen vid panamerikanska spelen 1983 i Caracas.